# Echeveria
Echeveria és un gran gènere de plantes amb flors dins al família Crassulaceae amb 393 espècies. És originari de Mèxic fins al nord-oest d'Amèrica del Sud. Rep el nom en honor del botànic Atanasio Echeverría y Godoy. Moltes de les seves espècies són plantes ornamentals i resistents a la secada. Es mostren tolerants a l'ombra i les gelades però els híbrids no ho són tant. Es poden reproduir vegetativament mitjançant fulles tallades o per llavors en cas de no ser híbrids. La majoria de les espècies perden les fulles a l'hivern però mantenen la forma de roseta amb altres fulles que surten.

## Espècies[3]
- Echeveria acutifolia
- Echeveria affinis
- Echeveria agavoides syn. E. obscura, E. yuccoides
  - Echeveria agavoides var. corderoyi
  - Echeveria agavoides var. multifida
  - Echeveria agavoides var. prolifera
- Echeveria alata
- Echeveria amoena
- Echeveria amphoralis
- Echeveria andina
- Echeveria angustifolia
- Echeveria atropurpurea
- Echeveria australis
- Echeveria cante
- Echeveria coccinea syn. E. longifolia
- Echeveria colorata
- Echeveria derenbergii
- Echeveria deresina
- Echeveria elatior
- Echeveria elegans syn. E. perelegans
- Echeveria hookerii
- Echeveria kirchneriana
- Echeveria laui
- Echeveria leucotricha
- Echeveria nodulosa syn. E. discolor, E. misteca
- Echeveria pallida
- Echeveria peacockii syn. E. desmetiana, E. subsessilis
- Echeveria potosina
- Echeveria prolifica
- Echeveria pulidonis
- Echeveria pulvinata
- Echeveria pumila syn. E. glauca var. pumila, E. secunda var. pumila
- Echeveria purpusorum syn. E. purpusiorum
- Echeveria runyonii
- Echeveria sanchez-mejoradae syn. E. halbingeri var. sanchez-mejoradae
- Echeveria scheerii
- Echeveria sedoides
- Echeveria setosa
- Echeveria shaviana
- Echeveria subrigida
- Echeveria tundelii

## Cultivars

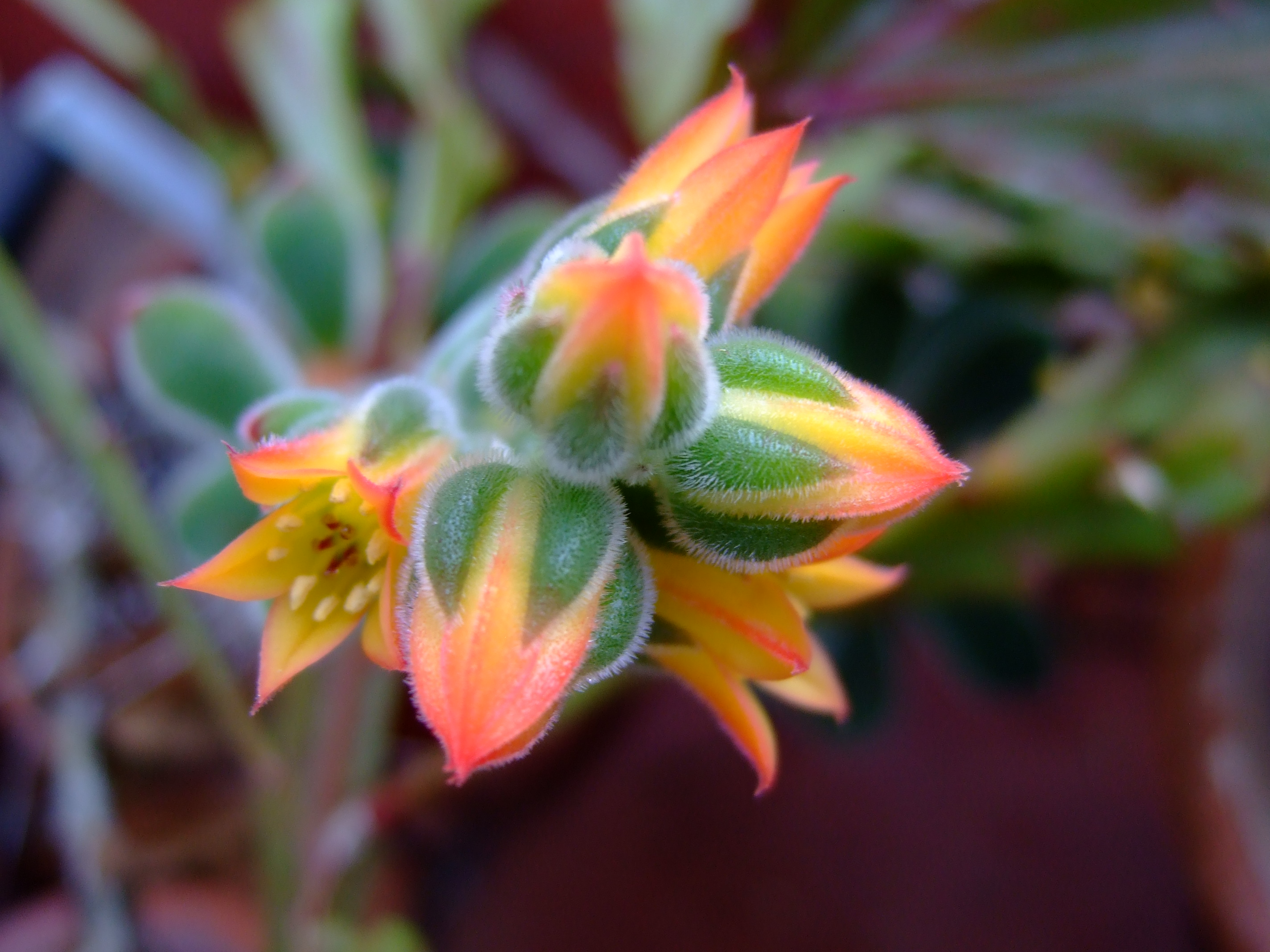
Flors de Echeveria pulvinata.

- Echeveria agavoides cv. 'Ebony'
- Echeveria agavoides cv. 'Lipstick'
- Echeveria agavoides cv. 'Red'
- Echeveria agavoides cv. 'Victor Reiter'
- Echeveria pulvinata cv. 'Oliver'
- Echeveria cv. 'Arlie Wright'
- Echeveria cv. 'Black Prince'
- Echeveria cv. 'Blue Heron'
- Echeveria cv. 'Dondo'
- Echeveria cv. 'Doris Taylor' (Woolly Rose)
- Echeveria cv. 'Hoveyi'
- Echeveria cv. 'Lola'
- Echeveria cv. 'Opalina'
- Echeveria cv. 'Painted Lady'
- Echeveria cv. 'Ruberia'
- Echeveria cv. 'Set-Oliver'
- Echeveria cv. 'Tippy'
- Echeveria cv. 'Wavy Curls'

## Anteriorment dinsEcheveria
- E. anthonyi - sinònim de Dudleya anthonyi
- E. attenuata, E. edulis var. attenuata
- E. californica, E. cotyledon, E. helleri, E. laxa - sinònims de Dudleya caespitosa
- E. candida - sinònim de Dudleya candida
- E. cultrata - sinònim de Dudleya cultrata
- E. cymosa - sinònim de Dudleya cymosa
- E. edulis - sinònim de Dudleya edulis
- E. argentea, E. pulverulenta - sinònims de Dudleya pulverulenta ssp. pulverulenta (Chalk Lettuce)
- E. collomiae - sinònim de Dudleya saxosa ssp. collomiae
- E. clavifolia - sinònim de Pachyveria clavifolia